# Groovin' (musikalbum)
Groovin'  är ett musikalbum av The Young Rascals som lanserades 1967 på Atlantic Records. Albumet är uppkallat efter gruppens stora hitsingel Groovin' . Albumet innehöll även singlarna "How Can I Be Sure" och "A Girl Like You" som blev framgångsrika i USA. Skivan blev också gruppens högst placerade på Billboard-listan. Albumet som var gruppens tredje studioskiva var också det sista där man kallade sig The Young Rascals. Vid nästa albumsläpp 1968 var gruppnamnet kortat till The Rascals.

## Låtlista
(låtskrivare inom parentes)
1. "A Girl Like You" (Felix Cavaliere, Eddie Brigati) – 2:51
2. "Find Somebody" (Cavaliere, Brigati) – 3:48
3. "I'm So Happy Now" (Gene Cornish) – 2:50
4. "Sueño" – 2:48 (Ron Sasiak)
5. "How Can I Be Sure" (Cavaliere, Brigati) – 2:56
6. "Groovin'" (Cavaliere, Brigati) – 2:33
7. "If You Knew" (Cavaliere, Brigati) – 3:04
8. "I Don't Love You Anymore" (Cornish) – 3:09
9. "You Better Run" (Cavaliere, Brigati) – 2:28
10. "A Place in the Sun" (Ronald Miller, Brian Wells) – 4:52
11. "It's Love" (Cavaliere, Brigati) – 3:15

## Listplaceringar
- Billboard 200, USA: #5[1]
- Billboard R&B Albums: #7